# خط در ایران
ایران کشوری باستانی است که تاریخ خط جهان در این منطقه شکل گرفته است لذا این منطقه برای جامعه علمی و دانشگاهی جهان جایگاه ویژه‌ای دارد. تاریخ خط در ایران به چند هزار سال قبل از میلاد مسیح، یعنی زمان بالندگی تمدن جیرفت باز میگردد.

## خط در ایران باستان

### دبیره جیرفت
دبیرهٔ جیرفت، کهن‌ترین خط یا دبیرهٔ جهان است که حتی کهن‌تر از خط سومری نیز می‌باشد. این دبیره در سنگ نبشته‌های مربوط به شهرنشینی جیرفت ایران یافت شده‌است. بر پایهٔ کاوش‌هایی که در کاوشگاه باستانی جیرفت انجام شد، بر خلاف نگر پیشین که سومریان مخترعین خط دانسته می‌شدند، ثابت شد که مردمان تمدن جیرفت ایران نخستین پدیدآورندگان خط (دبیره) در جهان بوده‌اند. کارشناسان مختلف این خط را با نام‌های گوناگونی (شرقی، جیرفتی، هندسی، نیا ایرانی و…) نامیده‌اند.

### دبیره نیا-ایلامی
کهن‌ترین دبیرهٔ ایلامی که نیاایلامی یا آغازایرانی نام‌گرفته، نخستین بار به سال ۳۱۰۰ پیش از میلاد در شهر شوش، پایتخت ایلامیان، در جنوب غرب ایران بکار گرفته شد. بر طبق داده‌های رادیوکربن، قرص‌های نیا ایلامی به احتمال قریب به یقین ۳۳۰۰–۳۰۰۰ سال قبل از میلاد قدمت دارند. همچنین در تپه سیلک، تپه یحیی و تل‌ملیان نیز دبیره‌های حامل این خط یافت شده‌است.

### دبیره میخی ایلامی
خط ایلامی، از ۳۱۰۰ سال پیش از میلاد به شکل‌های نیاایلامی، ایلامی باستان و میخیِ ایلامی دگرش یافت.
خط میخی ایلامی، خط میخی است که از ۲۵۰۰ پ. م تا ۳۳۱ م به‌کار می‌رفته‌است. این خط از خط میخی اکدی به‌دست آمده‌است. خط میخی ایلامی از ۱۳۰ نشانه ساخته شده‌است که این تعداد بسیار کمتر از دیگر خط‌های میخی است.

### دبیره ایلامی خطی
دبیره‌ای هجایی بود که از نیا-ایلامی بدست آمده‌بود که در سراسر فلات ایران پیدا شده‌است از این رو به این خط ایرانی باستان نیز گفته می‌شود و در میان سال‌های ۲۲۵۰ تا ۲۲۲۰ پیش از میلاد به کار می‌رفت، هرچند که تاریخ اختراعش به پیش از آن بازمی‌گردد. ایلامی باستان تنها تا اندازه‌ای رمزگشایی شده‌است، که بیش‌تر آن بدست والتر هینتس بوده‌است. به نظر می‌رسد که ایلامی باستان از ۸۰ نشانه ساخته شده‌باشد و بر ستون‌های عمودی، از بالا به پایین نوشته می‌شد که از چپ به راست می‌رفت.

### خط در دوران هخامنشی
خط میخی هخامنشی به احتمال زیاد توسط داریوش بزرگ ایجاد شده‌است. این نوع خط میخی که متشکل از ۵۰ علامت است، آخرین نوع خط میخی‌است که ابداع شده‌است (در سدهٔ ششم پیش از میلاد). این خط برای نوشتن کتیبه‌های هخامنشی به کار رفته‌است. خط میخی هخامنشی خطی نیمه الفبایی نیمه هجایی است به علاوهٔ ۸ علامت (اندیشه‌نگاشت) که برای لغات پر استفاده مثل شاه، کشور و اهورامزدا به کار می‌روند. این خط از ساده‌ترین خطوط میخی است. تنها خط میخی اوگاریتی است که از آن ساده‌تر است و صد در صد الفبایی است. این خط هم‌اکنون در استاندارد یونیکد (۴٫۱) پذیرفته شده و بازه‌ای به آن اختصاص داده شده‌است.

### خط در دوره اشکانیان و ساسانیان
خط پهلوی یا دبیرهٔ پهلوی نام یک دستهٔ کلی از خط‌هایی است که برای نوشتن زبان‌های پارسی میانه و پهلوی اشکانی (پارتی) به صورت کتیبه‌ای یا کتابی به کار می‌رفته‌اند. این خطوط از خط مانوی مستقل‌اند. تمام این خط‌ها ریشه در خط آرامی دارند و مانند آرامی از راست به چپ نوشته می‌شده‌اند.
- پارتی کتیبه‌ای یا دبیرهٔ پهلوی اشکانی: با آن زبان پارتی را می‌نوشته‌اند (کتیبه‌ای و گسسته‌است).
- پهلوی کتیبه‌ای (گشته‌دبیره): یا دبیرهٔ پهلوی ساسانی که کتیبه‌های پارسی میانه را بدان می‌نوشته‌اند.
- پهلوی کتابی (آم‌دبیره): کتاب‌های پارسی میانه زرتشتی بدان نوشته شده‌اند (پهلوی ساسانی پیوسته).
- پهلوی زبوری یا مسیحی: که ترجمه کتاب مقدس به زبان پارسی میانه بدان نوشته شده‌است.

این خط‌ها گرچه اصل و ریشه‌ای یکسان و شباهت‌هایی با هم دارند، تفاوتشان به حدی‌است که جداگانه از آن‌ها یاد می‌شود. خود واژهٔ پهلوی برگفته از پهلو است که خود صورتی از واژهٔ پرثوه (که صورت باستانی واژهٔ پارت است) می‌باشد.
- دین دبیره (خط اوستایی)

در دورهٔ ساسانیان الفبایی از الفبای زبوری و پهلوی اختراع شد و اوستا بدان نوشته شد. این الفبا را الفبای اوستایی یا دین دبیره نامیده‌اند. این الفبا برای هر یک از آواهای اوستایی یک نشانه دارد. حرف‌ها (یا نویسه‌ها) ی الفبایی جدا از هم نوشته می‌شوند و در هر جای کلمه که بیایند یک صورت دارند.

چنان‌که معلوم است، مؤبدان دورهٔ ساسانی، خط پهلوی را در شأن کتاب اوستا ندیدند و بدین منظور خط اوستایی در میانه‌های سدهٔ سوم و پنجم میلادی برای نوشتن اوستا ابداع شد. این خط که از خط پهلوی برگرفته شده از آن بسیار کامل‌تر و دارای ۴۲ حرف است که از راست به چپ نوشته می‌شود. این خط بر خلاف خط فارسی کنونی در نوشتن واج‌های صدادار بی‌تفاوت نیست و بر خلاف خط لاتین برای نوشتن برخی از واج‌ها مانند ch = چ و sh = ش در انگلیسی یا sch = ش در آلمانی نیاز به کنارهم چینیِ چند نویسه ندارد.
- خط پارسی میانه کتابی

- خط پارسی میانه کتیبه‌ای

- خط مانوی

- خط سریانی (سوری)

- خط فارسی میانه مسیحی

- خط سغدی

- خط عبری

## خط فارسی
ایرانیان در سده‌های نخستین اسلامی به خط‌های مانوی و پهلوی می‌نوشتند. در همین حال ایرانیان مسلمان نظیر یزید فارسی تلاش کردند شیوه نوشتن قرآن را که به الفبای نبطی بود و در آن ابهامات زیادی بود بهبود بخشند. در خط سریانی حروف بدون نقطه نوشته می‌شدند و مصوت‌های کوتاه و برخی مصوت‌های بلند مانند «ا» نوشته نمی‌شد. از آن رو که قرآن به زبان عربی بود، عرب‌ها در خواندن آن مشکلی نداشتند، ولی ایرانیان نمی‌توانستند آن را بخوانند؛ از این رو ایرانیان با نیم‌نگاهی به خط پهلوی و خط اوستایی، نقش مهمی را در تکامل خط نوشتاری قرآن و در واقع خط عربی بازی کردند.
ایرانیان پس از اسلام در تکامل این خط و در تبدیل آن به هنر خوشنویسی نقش عمده‌ای داشته‌اند. ایجاد نقطه و اِعراب در خط عربی به فردی به نام ابوالاسود دؤلی و در سده یکم هجری نسبت داده می‌شود که بیشتر برای پیشگیری از اشتباه خواندن قرآن توسط غیرعرب زبانان ازجمله ایرانیان انجام شد. تازیان از همین رو نقطه گذاری را از آن زمان تاکنون اِعجام می‌نامند زیرا این کار را به عجم (برگرفته از واژه جم) _که برای نامیدن ایرانیان به کار می‌رفت_ پیوند می‌دادند. ایرانیان، بر اساس نیازهای زبانیِ خود، الفبای فارسی را پدیدآوردند. از سده سوم هجری به‌دلیل رواج نامه‌نگاری‌ها دیوانی، کم‌کم خط‌های مانوی و پهلوی، جای خود را به الفبای فارسی دادند.

## لاتین‌نویسی فارسی
امروزه رومی‌نویسی  یا لاتین‌نویسی یا فینگلیش به‌طور گسترده‌ای در زبان‌های شرقی رایج شده‌است. عرب‌زبان‌ها امروزه به مراتب بیشتر از فارسی زبانان از لاتین‌نویسی استفاده می‌کنند. هندی‌ها و پاکستانی‌ها نیز به‌طور فزاینده‌ای از لاتین‌نویسی استفاده می‌کنند.

## جدول سنجش دبیره‌های ایرانی
| ترانویسی     | میخی هخامنشی | اوستایی | پهلوی کتیبه‌ای | اشکانی کتیبه‌ای | پهلوی مزامیری |
| ------------ | ------------ | ------- | ------------- | -------------- | ------------- |
| ا - a آ - ā  | 𐎠            | 𐬀 𐬁     | 𐭠             | 𐭀              | 𐮀             |
| اِ، ع - e     | 𐎡            | 𐬈       | 𐭥             | 𐭏              | 𐮅             |
| اُ - o او - u | 𐎢            | 𐬊 𐬎     | 𐭥‎             | 𐭅              | 𐮅             |
| ای - i       | 𐎡            | 𐬌       | 𐭩‎             | 𐭉              | 𐮈             |
| ب - b        | 𐎲            | 𐬠       | 𐭡             | 𐭁              | 𐮁             |
| پ - p        | 𐎱            | 𐬞       | 𐭯‎             | 𐭐              | 𐮎             |
| ت - t        | 𐎫            | 𐬙       | 𐭲‎ 𐭨 (ط)       | 𐭕 𐭈 (ط)        | 𐮑             |
| ث - th       | 𐎰            | 𐬚       | 𐭧 (؟)         | 𐭇 (؟)          | 𐮇 (؟)         |
| ج - j        | 𐎩            | 𐬘       | 𐭰             | 𐭑              | 𐮏             |
| چ - ch, č    | 𐎨            | 𐬗       | 𐭰             | 𐭑              | 𐮏             |
| خ - kh, x    | 𐎧            | 𐬑       | 𐭧‎             | 𐭇              | 𐮇             |
| د - d        | 𐎭            | 𐬛       | 𐭣             | 𐭃              | 𐮃             |
| ر - r        | 𐎼            | 𐬭       | 𐭥‎             | 𐭓              | 𐮅             |
| ز - z        | 𐏀            | 𐬰       | 𐭦             | 𐭆              | 𐮆             |
| ژ - zh, ž    | -            | 𐬲       | ?             | 𐭔              | ?             |
| س - s        | 𐎿            | 𐬯       | 𐭮             | 𐭎 𐭑 (ص)        | 𐮍             |
| ش - sh, š    | 𐏁            | 𐬱       | 𐭱‎             | 𐭔              | 𐮐             |
| غ - gh, γ    | -            | 𐬖       | 𐭬             | 𐭂              | 𐮋             |
| ق - gh, q    | -            | -       | 𐭬             | 𐭒              | 𐮋             |
| ف - f        | 𐎳            | 𐬟       | 𐭯‎             | 𐭐              | 𐮎             |
| ک - k        | 𐎣            | 𐬐       | 𐭪‎             | 𐭊              | 𐮉             |
| گ - g        | 𐎥            | 𐬔       | 𐭢‎             | 𐭂              | 𐮂             |
| ل - l        | 𐎾            | 𐬮       | 𐭫             | 𐭋              | 𐮊             |
| م - m        | 𐎶            | 𐬨       | 𐭬             | 𐭌              | 𐮋             |
| ن - n        | 𐎴            | 𐬥       | 𐭭‎             | 𐭍              | 𐮌             |
| و - w, v     | 𐎺            | 𐬬       | 𐭥‎             | 𐭅              | 𐮅             |
| ه - h        | 𐏃            | 𐬵       | 𐭤             | 𐭄              | 𐮄             |
| ی - y        | 𐎹            | 𐬫       | 𐭩‎             | 𐭉              | 𐮈             |

## خوشنویسی در ایران
- خوشنویسی در ایران